# Johnny Pesky
John Michael „Johnny“ Pesky (* 27. September 1919 in Portland, Oregon als John Michael Paveskovich; † 13. August 2012 in Danvers, Massachusetts), Spitzname „The Needle“ und „Mr. Red Sox“, war ein US-amerikanischer Baseballspieler kroatischer Abstammung in der Major League Baseball. Er war Shortstop, Third Baseman und auch Manager.

## Leben
Peskys Eltern waren Einwanderer aus Österreich-Ungarn, die sich in Portland in Oregon angesiedelt hatten. Sein Vater arbeitete in einem Sägewerk. Pesky wurde 1919 in Portland als John Michael Paveskovich geboren. Sein Name wurde oft gekürzt, damit er in Ergebnistabellen passte. Später ließ er ihn auch offiziell ändern.
Er war verheiratet, seine Frau Ruth verstarb im Jahr 2005. Pesky starb am 13. August 2012 im Alter von 92 Jahren in Danvers (Massachusetts).

### Karriere

#### Als Spieler
Nachdem Pesky vorher schon in mehreren Farmteams der Boston Red Sox gespielt hatte, wurde er in der Saison 1942 in den Profikader berufen. Die Red Sox erreichten in dieser Saison den zweiten Platz in der American League (AL) hinter den New York Yankees und verpassten somit die World Series knapp. Pesky selber spielte eine starke Rookie-Saison und hatte mit .331 den zweitbesten Batting Average der American League. Zudem kam er bei der Wahl des MVPs auf den dritten Platz hinter Joe Gordon und Ted Williams.
Nach dieser Saison zog er für die USA in den Krieg und setzte seine Karriere nach seiner Rückkehr 1946 fort. Mit den Red Sox erreichte er im ersten Jahr nach seiner Rückkehr den ersten Platz in der regulären Saison der AL und somit die World Series. Dort trafen die Red Sox auf die St. Louis Cardinals aus der National League (NL) und verloren die Best-of-seven-Serie gegen diese mit 3:4 Spielen. Dabei spielte Pesky im siebten und entscheidenden Spiel der Serie eine wichtige Rolle. Beim Stand von 3:3 im achten Inning wurde der Ball von Harry Walker geschlagen, während Enos Slaughter an der ersten Base stand. Leon Culberson, Center Fielder der Red Sox, hatte den Ball als Erster und warf ihn zu Pesky. Dieser musste den Ball nun zu Catcher Roy Partee werfen. Er warf allerdings zu langsam und zu schwach, weshalb Slaughter die Home Base erreichen konnte und somit den entscheidenden Punkt erzielen konnte. Daher konnte Pesky seine Comeback-Saison, in der er die MLB sogar in Hits anführte, nicht mit der Meisterschaft krönen.
Nach dieser Saison konnte Pesky mit den Red Sox nicht mehr die Postseason erreichen, gehörte aber weiterhin zu den Leistungsträgern des Teams. In der Saison 1952 bekamen die Red Sox mit Lou Boudreau einen neuen Manager, der vermehrt auf junge Spieler setzte, weshalb Pesky zusammen mit Walt Dropo, Fred Hatfield, Don Lenhardt und Bill Wight zu den Tigers geschickt wurde. Bei den Tigers spielte Pesky nicht mehr so stark und wechselte 1954 zu den Washington Senators. Auch dort konnte er nicht mehr an seine alte Form anknüpfen und wurde nach der Saison vom Verein freigegeben.

#### Als Manager
Pesky begann seine Karriere als Trainer 1955 bei den Denver Bears, dem damaligen Farmteam der New York Yankees, in der American Association, einer damaligen AAA-Level Minor League und arbeitete dort unter Manager Ralph Houk. Von 1956 bis 1960 war er Manager im „Farm-System“ der Detroit Tigers und erreichte mit den Birmingham Barons und den Victoria Rosebuds das AA-Level. Im Jahre 1961 schloss er sich wieder den Red Sox an und trainierte auf AAA-Level die Seattle Rainiers in der Pacific Coast League.
Als Tom Yawkey 1962 den damaligen Manager der Red Sox Pinky Higgins zum General Manager beförderte, wurde Pesky zum neuen Manager der Red Sox ernannt. Während seiner Zeit als Manager hatte er immer wieder Streit mit dem neuverpflichteten Dick Stuart, obwohl dieser 1963 die American League sogar in RBIs anführte. Auch sonst hatte er wenig Erfolg als Manager der Red Sox und wurde in seiner ersten Saison mit einer Bilanz von 76:85 Siebter in der American League. In seiner zweiten Saison als Manager wurde er schließlich kurz vor Ende der Saison durch Billy Herman ersetzt.
Danach verließ er die Red Sox für vier Spielzeiten und schloss sich den Pittsburgh Pirates an. Von 1965 bis 1967 war er dort unter Manager Harry Walker als First Base Coach tätig. Nachdem Walker 1967 gefeuert wurde, trainierte er das AAA-Level Farmteam der Pirates, die Columbus Jets, in der International League.

#### Boston Red Sox
1968 kehrte Pesky zu den Red Sox zurück und war als Color Commentator bei Spielen der Red Sox im Fernsehen und Radio aktiv. Kurz nachdem er diesen Job angenommen hatte, bot ihm sein ehemaliger Teamkollege Ted Williams, der zum neuen Manager der Washington Senators ernannt wurde, einen Job auf der Bank der Senators an. Doch Pesky lehnte ab und blieb in Boston. Zusammen mit Ken Coleman und Ned Martin arbeitete er für WHDH Radio und WCVB-TV und später nur noch für WBZ-TV mit Coleman zusammen. Später arbeitete er im Radio als Analyst zusammen mit Joe Castiglione.
Unter Manager Darrell Johnson stieß er 1975 wieder zur aktiven Mannschaft der Red Sox und zwar als First Base Coach. Mit Pesky als First Base Coach wurden die Red Sox Erster in der American League East und gewannen die American League Championship Series gegen die Oakland Athletics. Die World Series verloren die Red Sox schließlich gegen die Cincinnati Reds mit 3:4. Pesky blieb First Base Coach unter Johnson und auch unter dessen Nachfolger Don Zimmer, ehe er 1980 zum Batting Coach umfunktionierte. Unter Don Zimmer war das Team weniger erfolgreich als vorher und Zimmer wurde fünf Spiele vor Saisonende entlassen. Pesky, der darauf zum Interimstrainer ernannt wurde, verlor vier der letzten fünf Spiele und die Red Sox wurden Fünfter in der American League.

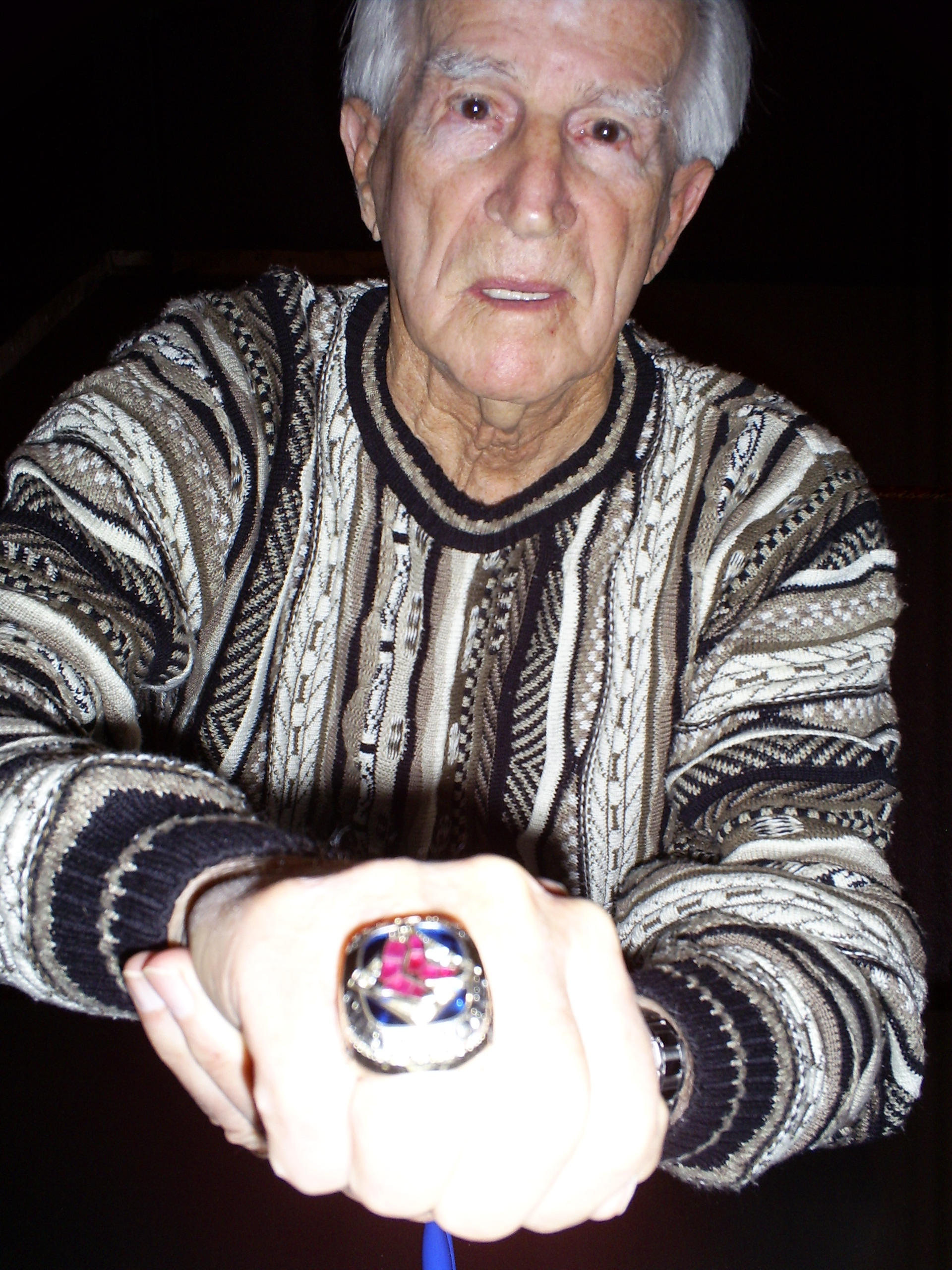
Pesky zeigt den Ring der World Series 2007

Zur neuen Saison wurde mit Ralph Houk ein alter Bekannter von Pesky zum Manager ernannt und er nahm wieder den Posten des Batting Coaches an. Dort trainierte er unter anderem Jim Rice. Die Saison 1983 verpasste er komplett wegen einer ernsthaften Nahrungsmittelallergie, die zu einem Gewichtsverlust führte. Nachdem diese entdeckt wurde, konnte er als Batting Coach weiterarbeiten. Im Jahre 1990, im Alter von 71, war er nach der Entlassung von Ed Nottle noch einmal für 2½ Monate Trainer des AAA-Level Farmteams der Red Sox, der Pawtucket Red Sox.
Seit 1991 saß Pesky bei den Spielen der Red Sox immer auf der Bank. Bei der Zeremonie, in der die Championship-Ringe zum Gewinn der World Series 2004 übergeben wurden, spielte er eine wichtige Rolle und durfte auch mit Hilfe von Carl Yastrzemski den Championship-Banner im Fenway Park aufhängen. Auch den Banner zum Gewinn der World Series 2007 durfte er aufhängen. Am 23. September 2008 gaben die Red Sox bekannt, dass die Nummer 6 von Pesky zurückgezogen wird. Damit war er der erste Spieler, dem diese Ehre zugewiesen wurde, der nicht in der Baseball Hall of Fame ist. Am 28. September wurde seine Nummer offiziell mit einer Zeremonie zurückgezogen. Zudem ist Pesky Mitglied der Boston Red Sox Hall of Fame.

#### Pesky’s Pole

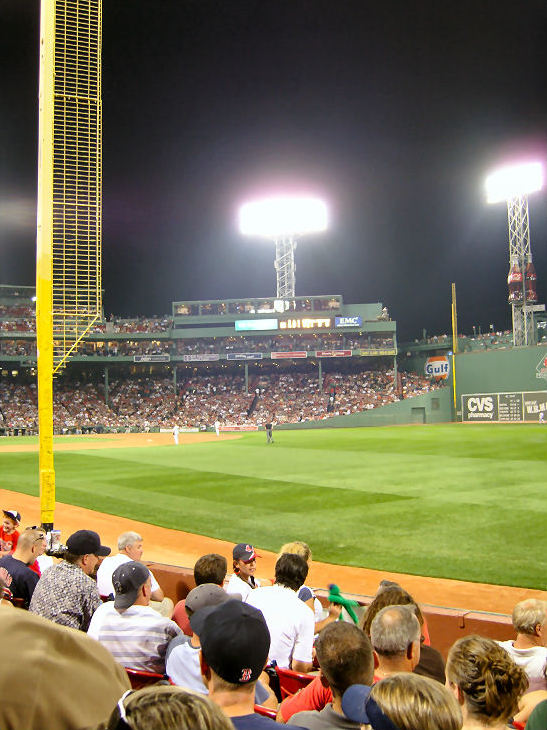
Pesky’s Pole

Die Foul Pole, die sich in der Nähe der Position des Right Fielders befindet, wird im Fenway Park als Pesky’s Pole bezeichnet. Den Spitznamen für die Pole soll sein damaliger Teamkollege Mel Parnell erfunden haben, da Pesky den spielentscheidenden Punkt erzielt hatte, nachdem er den Ball in der Nähe der Pole über den Zaun geschlagen hatte. Da Pesky in seiner gesamten Karriere nur 17 Home Runs erreichte, war dies etwas Besonderes und der Grund, weshalb Parnell den Namen erfand. Der Name wurde populärer, nachdem Parnell Kommentator geworden war und diese stets so bezeichnete. An Peskys 87. Geburtstag, am 27. September 2006, gaben die Red Sox bekannt, dass die Pole nun offiziell Pesky’s Pole heißt.
Der Sitz, der sich direkt an der Pole befindet, (Block 94, Reihe E, Sitz 5), ist nur durch den Kauf einer Einzelkarte zu belegen.